# Corbii Mari (gmina)
Corbii Mari – gmina w południowej Rumunii, w okręgu Dymbowica.
W skład gminy wchodzi 9 miejscowości: Bărăceni, Corbii Mari, Grozăvești, Moara din Groapă, Petrești, Podu Corbencii, Satu Nou, Ungureni, i Vadu Stanchii. Według stanu na rok 2011 liczyła 8316 mieszkańców, zaś w roku 2021 jej liczebność wynosiła 8298 mieszkańców.